# Zakład wzbogacania uranu w Almelo
Zakład wzbogacania uranu w Almelo – zakład do wzbogacania uranu należący do firmy URENCO Nederland. Utworzony w roku 1970. Korzysta z metody wirówki gazowej. Obecnie zatrudnia około 260 osób. Wydajność zakładu wynosi 5000 tSW/rok.
Obecnie pracują tam dwa zespoły wzbogacające, SP4 i SP5 (uruchomiony w 2000, odpowiada za 80% wydajności zakładu). Wcześniejsze, SP1, SP2 i SP3, zostały zlikwidowane.
Posiada certyfikat ISO 27001:2005. W procesie wzbogacania odzyskiwane są tam inne izotopy wykorzystywane w przemyśle i medycynie, w tym izotopy cynku, selenu i irydu.

## Wypadek z 2013
W zakładzie 29 marca 2013, około godziny 10:30, miał miejsce wypadek, w którym zginęło dwóch pracowników. Zdarzenie miało miejsce w warsztatach technologii wzbogacania (wytwarzającego i konserwującego osprzęt do wzbogacania uranu) i nie miało charakteru radiacyjnego. Pracownicy zmarli w szpitalu wskutek odniesionych obrażeń (54-latek z Enschede tego samego dnia, a 44-latek z Alberton w nocy z 1 na 2 kwietnia).
Według gazety De Telegraaf mężczyźni doznali anoksemii w trakcie inspekcji piekarnika przemysłowego.